# 西村まゆ子
西村 まゆ子（にしむら まゆこ、1960年（昭和35年）12月28日 - ）は、日本の元アイドル。デビュー当時の本名は、西村 真優美（にしむら まゆみ）。

## 来歴・人物
熊本県飽託郡飽田町（現・熊本市南区）出身。中学生時代は卓球部と陸上部（中距離走）で活動。
1977年（昭和52年）、熊本女子商業高等学校（現・熊本国府高等学校）在学中に第2回ホリプロタレントスカウトキャラバンで応募総数23,508名の中から優勝。キャッチコピーは「価値ある発掘」。ホリプロに所属し、「第二の百恵」として売り出された。宣伝費に約1億円（ホリプロ側が約7千万円、CBS・ソニー側が約3千万円）が投入されたと言われている。デビューと共に上京し、高校も1977年10月に堀越高等学校に転校。1978年（昭和53年）にCBS・ソニーからデビュー・シングル『天使の爪』で、歌手としてデビュー、約7万枚の売上。2ndシングル『ひと恋初めし』も約5万枚を売り上げた。
1978年7月3日を以てホリプロから契約解除され、一時引退。堀越高校には引き続き在籍したが、同月に芸能コースから一般コースに移り、1979年3月に高校卒業と共に地元・熊本に帰郷。帰郷後1979年4月から叔父の親友が社長を務める熊本の事務所「熊本プロダクション」の所属タレントとなり、主に熊本県を中心に活動。それから一年ほどした1980年、東京でプロダクションを設立するからと誘われるも、3か月ほどで再び帰郷。その後は芸能界から退き、熊本で友人の知り合いだった男性と結婚。1990年の時点で三児の母親となった。

## 音楽

### シングル
| 発売日        | 面          | タイトル         | 作詞        | 作曲        | 編曲        |
| CBS・ソニー   | CBS・ソニー | CBS・ソニー      | CBS・ソニー | CBS・ソニー | CBS・ソニー |
| ------------- | ----------- | ---------------- | ----------- | ----------- | ----------- |
| 1978年1月21日 | A           | 天使の爪         | 喜多条忠    | 三木たかし  | 若草恵      |
| 1978年1月21日 | B           | 手紙は書きません | 喜多条忠    | 三木たかし  | 若草恵      |
| 1978年4月21日 | A           | ひと恋初 めし    | 喜多条忠    | 三木たかし  | 若草恵      |
| 1978年4月21日 | B           | 風になって       | 喜多条忠    | 三木たかし  | 若草恵      |
| 発売中止      |             | 共有世代         |             |             |             |

## 出演

### 映画
- 霧の旗（1977年） - 矢代早苗 役

### ドキュメンタリー
- 青春・スターの条件  （1978年5月3日、NHK）※売れている歌手：西村まゆ子の多忙な日々と売れない歌手：もんた頼命（現・もんたよしのり）の下積み生活を取材したドキュメント番組[5]。語り手：川久保潔。